# Literal (programação de computadores)
Em ciência da computação, um literal é uma notação para representar um valor fixo no código fonte. Quase todas as linguagens de programação têm notações para valores atômicos como inteiros, números de ponto flutuante, strings e booleanos, algumas também têm notações para elementos de tipos enumerados e valores compostos, tais como arranjos, registros e objetos.
Em contraste com literais, variáveis ou constantes são símbolos que podem assumir um de uma classe de valores fixos, a constante sendo obrigada a não mudar. Literais são freqüentemente usados para inicializar variáveis, por exemplo:
```
 
int
 
a
 
=
 
1
;

 
String
 
s
 
=
 
"gato"
;

```

Em algumas linguagens orientadas a objetos (como ECMAScript), os objetos podem também ser representados por literais. Métodos deste objeto podem ser especificados no literal do objeto usando literais de função. A notação de chaves abaixo é comum para denotar literais de objetos:
```
{
nome
:
 
"gato"
,
 
comprimento
:
 
57
}

```

## Literais de objetos
Em ECMAScript (bem como seus derivados JavaScript e ActionScript), um objeto com métodos podem ser escritos usando o objeto literal desta forma:
```
var
 
novoobj
 
=
 
{

  
var1
:
 
true
,

  
var2
:
 
"muito interessante"
,

  
metodo1
:
 
function
 
()
 
{

    
alert
(
this
.
var1
)

  
}
,

  
metodo2
:
 
function
 
()
 
{

    
alert
(
this
.
var2
)

  
}

};

novoobj
.
metodo1
();

novoobj
.
metodo2
();

```

Para indicar sucintamente a diferença de sintaxe de definição de classe normal, a palavra-chave "class" está ausente e o ponto e vírgula é substituído pela vírgula.
Estes literais de objeto são semelhantes às classes anônimas em outras linguagens como Java.